# Elizabeta Pawłowska
Elizabeta Pawłowska (mac. Елизабета Павловска, ur. 24 września 1972 w Skopju) – macedońska lekkoatletka specjalizująca się w biegach płotkarskich, uczestniczka letnich igrzysk olimpijskich.
Pawłowska była częścią zespołu niezależnych uczestników olimpijskich podczas igrzysk 1992 odbywających się w Barcelonie. W biegu eliminacyjnym na 100 m przez płotki zajęła ostatnie, 8. miejsce z czasem 14,26. Wzięła udział w halowych mistrzostwach Europy w 1994 w Paryżu. W biegu na 60 m przez płotki z czasem 8,64 zajęła ostatnie, 19. miejsce spośród wszystkich zawodniczek, które ukończyły biegi eliminacyjne. Została zgłoszona do mistrzostw Europy w 1994 w Helsinkach. W biegu na 100 m przez płotki nie wystartowała, pomimo iż była na liście sportowców biorących udział w konkurencji.
Rekordy życiowe
- bieg na 60 m: 7,76 (12 lutego 1994, Sofia)
- bieg na 60 m przez płotki: 8,64 (13 marca 1994, Paryż)
- bieg na 100 m przez płotki: 13,36 (24 maja 1994, Sofia)
- skok w dal: 5,81 (7 października 1990, Skopje)
- siedmiobój: 4573 (7 stycznia 1990, Lublana)
- bieg na 60 m (w hali): 7,76 (12 lutego 1994, Sofia)
- bieg na 60 m przez płotki (w hali): 8,64 (13 marca 1994, Paryż)